# Medetera brevitarsa
Medetera brevitarsa är en tvåvingeart som beskrevs av Octave Parent 1927. Medetera brevitarsa ingår i släktet Medetera och familjen styltflugor. Inga underarter finns listade i Catalogue of Life.